# 郑繇
郑繇（?—?），唐朝郑州荥阳人，北齐吏部尚书郑述祖五代孙。
郑繇工五言诗。开元初年，岐王李范为岐州刺史，郑繇为长史，郑繇、阎朝隐、刘庭琦、张谔与岐王，常饮酒赋诗相唱和，多聚书画古迹，为时人所称道。李范丢失白鹰，郑繇为之《失白鹰诗》，当时以为绝唱。后为陈州刺史，开元十七年为湖州刺史，转任博州刺史。郑繇子郑审善诗，乾元年间任袁州刺史。